# Henk Mostert
Henk J. Mostert, auch Hendrik Mostert (* 24. Januar 1925 in Rotterdam; † 29. Juli 2002 in Haarlem), war langjähriger Präsident des Weltfernschachbundes ICCF.

## Organisator im ICCF
Mostert übernahm ab 1956 im ICCF das Amt der Turnierleiters. 1966 wurde er Internationaler Schiedsrichter. Die weiteren Stationen: 1967 Vizepräsident (bis 1983), 1979 Ehrenmitglied, 1983 Generalsekretär, 1984 Bertl-von-Massow-Verdienstmedaille in Gold und Silber.  Von 1987 bis 1996 war er Präsident. Nach seinem Rücktritt aus Gesundheitsgründen wurde er zum Ehrenpräsidenten des ICCF ernannt.

## Organisator im NBC
Im November 1966 gründete Mostert gemeinsam mit Dick Smit, Henk Sarink und Barthold Perfors den niederländischen Fernschachbund NBC (Nederlandse Bond van Correspondentieschakers). Hier arbeitete er etwa 20 Jahre lang als Turnierdirektor. Ihm schreibt man große Verdienste für den Aufschwung des niederländischen Fernschachs zu. 1985 ehrte ihn die Königin der Niederlande wegen seiner Verdienste um das nationale und internationale Schach mit der Goldenen Ehrennadel im Orden Oranje Nassau.

## Aktiver Spieler
Ab 1942 nahm Mostert an Fernturnieren teil. In diesem und im folgenden Jahr beteiligte er sich an der niederländischen Meisterschaft. 1946 spielte er für die Niederlande bei der ersten Fernschach-Olympiade an Brett zwei. Anfang der 1960er Jahre lebte er in Oudorp in der Nähe von Alkmaar. Er spielte Nahschach im Verein Alkmaar Chess Club VVV. Gleichzeitig nahm er an europäischen Fernturnieren sowie an der 5. Schacholympiade teil. In der niederländischen Fernschachmeisterschaft 1965/66 belegte er allerdings den letzten Platz. Ab 1966 fand er wegen seiner Aktivitäten im NBC keine Zeit mehr zum Fernschachspiel.

## Privat
Mostert war von Beruf Versicherungskaufmann. Er war verheiratet mit Johanna Antonia Mertens (* 22. Oktober 1922; † 18. März 1990).